# Malta na Letnich Igrzyskach Paraolimpijskich 2012
Malta na Letnich Igrzyskach Paraolimpijskich 2012 w Londynie reprezentował 1 zawodnik w 1 konkurencji. 
Dla reprezentacji Malty był to ósmy start w igrzyskach paraolimpijskich (poprzednio w 1960, 1964, 1968, 1972, 1980, 1984 i 2008). Dotychczas żaden zawodnik nie zdobył paraolimpijskiego medalu.

## Kadra

### Pływanie
| Zawodnik        | Konkurencja             | Kwalifikacje | Kwalifikacje | Finał                  | Finał                  |
| Zawodnik        | Konkurencja             | Czas         | Pozycja      | Czas                   | Pozycja                |
| --------------- | ----------------------- | ------------ | ------------ | ---------------------- | ---------------------- |
| Matthew Sultana | 50m st. wolnym S10      | 31.12        | 20           | Nie zakwalifikował się | Nie zakwalifikował się |
| Matthew Sultana | 100m st. klasycznym SB9 | 1:36.89      | 16           | Nie zakwalifikował się | Nie zakwalifikował się |
| Matthew Sultana | 100m st. motylkowym S10 | 1:16.94      | 21           | Nie zakwalifikował się | Nie zakwalifikował się |